# 中野道 (黒部市)
中野道（なかのみち）は、富山県黒部市の地名。郵便番号は938-0033。市街地の南部、旧国道沿いの街村集落で、黒部川の西部扇状地のほぼ中央に位置する。

## 歴史
江戸期以降は新川郡大布施保のうち。加賀藩領。明治時代初期の大区小区制では、中野道は第一大区小四区に属していた。1889年（明治22年）には三日市町の大字となり、1940年（昭和15年）には桜井町に所属し、1954年（昭和29年）に黒部市の現行大字となる。。

## 小・中学校の校区
市立小・中学校に通う場合、学区は以下の通りとなる。
| 番地 | 小学校             | 中学校             |
| ---- | ------------------ | ------------------ |
| 全域 | 黒部市立桜井小学校 | 黒部市立明峰中学校 |